# The History of Fear
The History of Fear — первый DVD немецкой группы Primal Fear, выпущенный в 2003 году лейблом Nuclear Blast Records. DVD разделён на своеобразные главы. Так первая глава содержит концертное выступление на фестивале Wacken Open Air в 2001 году; вторая — съёмки с клубного выступления в рамках Black Sun Tour, проходившего в 2002 году; третья включает два видеоклипа на композиции «Angel in Black» и «Armageddon»; четвёртая — 5-минутный видеорепортаж о группе с фестиваля Wacken Open Air 1999 года, созданный австралийскими теледеятелями, и пятая демонстрирует в общей сложности около 37 минут любительских концертных и закулисных съёмок, охватывающих период с 1998 по 2003 год.

## Критика
Российский журнал Dark City, поставив релизу 4 балла из 5, отметил ценность представленного на DVD материала для поклонников группы, а также общее его количество, максимально отражающее историю группы. В отношении первой главы журнал отметил «натуральность» и «реальность» звука и происходящего действа, однако указав на незначительные ошибки операторв и режиссёра. В отношении второй главы была отмечена художественность концертного выступления. При этом обе главы обладают сочным чётким звуком (возможен выбор между DD 5.1 и стерео) и приличным качеством изображения. Третья глава не имеет объёмного звука, но изображение держится на том же высоком уровне. Качество четвёртой главы отмечается как среднее, а пятой варьируется от приличного до ужасного.

## Содержание DVD

### Глава 1: Wacken Open Air, 2001 год
1. Introduction
2. Angel In Black
3. Battalions Of Hate
4. Nuclear Fire
5. Chainbreaker
6. Eye Of An Eagle
7. Fight The Fire
8. Running In The Dust
9. Silver & Gold
10. Final Embrace/Angel In Black Repise

### Глава 2: Black Sun Tour, 2002 год
1. Introduction
2. Chainbreaker
3. Black Sun
4. Church Of Blood
5. Mind Control
6. Under Your Spell
7. Fear
8. Tears Of Rage
9. Armageddon
10. Living For Metal
11. Medley: One With The World/Born To Rock/Metal Gods

### Глава 3: Видеоклипы
- Angel in Black
- Armageddon

### Глава 4
- Metal Warrior Report — Wacken 1999

### Глава 5: Любительские съёмки
- wacken open air 1998
- european tour 1998
- dynamo open air 1998
- tokyo/japan 1999
- first show of henny wolter 2000
- bang your head 2000 (feat. joacim cans/hf)
- «nuclear fire» european tour 2001
- viva 2 / live from madrid «battalions of hate»
- bloodstock UK 2001
- gods of metal italy 2001
- milwaukee / usa 2001
- new jersey / usa 2001
- black sun recordings / d & usa (feat. metal mike/halford)
- «black sun» brazil tour 2002
- «metal gods tour» usa 2003